# Campionatul de fotbal din Niue
Campionatul de fotbal din Niue este o competiție de fotbal din zona OFC.

## Echipe
- Alofi F.C.
- Ava
- Avatele
- Hakupu
- Liku
- Makefu F.C.
- Muta
- Talava F.C.
- Tuapa
- Vaiea

## Foste campioane
- 1985: Alofi F.C.
- 1986-97: necunoscut
- 1998: Lakepa
- 1999: Talava F.C.
- 2000: Talava F.C.
- 2001: Alofi F.C.
- 2002: necunoscut
- 2003: necunoscut
- 2004: Talava F.C.
- 2005: Talava F.C.
- 2006-2010: necunoscut